# 5 Brygada Przeciwdesantowa
5 Brygada Przeciwdesantowa (5 BPdes) – związek taktyczny piechoty Sił Zbrojnych PRL.
Brygada została sformowana w 1951 roku, w garnizonie Gdańsk, w składzie Okręgu Wojskowego Nr II. W 1953 roku jednostka została podporządkowana dowódcy Korpusu Przeciwdesantowego. Od 1954 roku ponownie podlegała pod Dowództwo OK II. Jesienią 1956 roku została przeformowana w 5 Brygadę Obrony Wybrzeża.

## Struktura organizacyjna 5 BPdes
- Dowództwo 5 Brygady Przeciwdesantowej w Gdańsku
- 12 batalion przeciwdesantowy w Helu
- 17 batalion przeciwdesantowy w Gdańsku-Oliwie
- 60 dywizjon artylerii w Gdańsku
- 21 bateria moździerzy 120 mm w Gdańsku
- 20 bateria przeciwlotnicza w Gdańsku